# Upper East Side

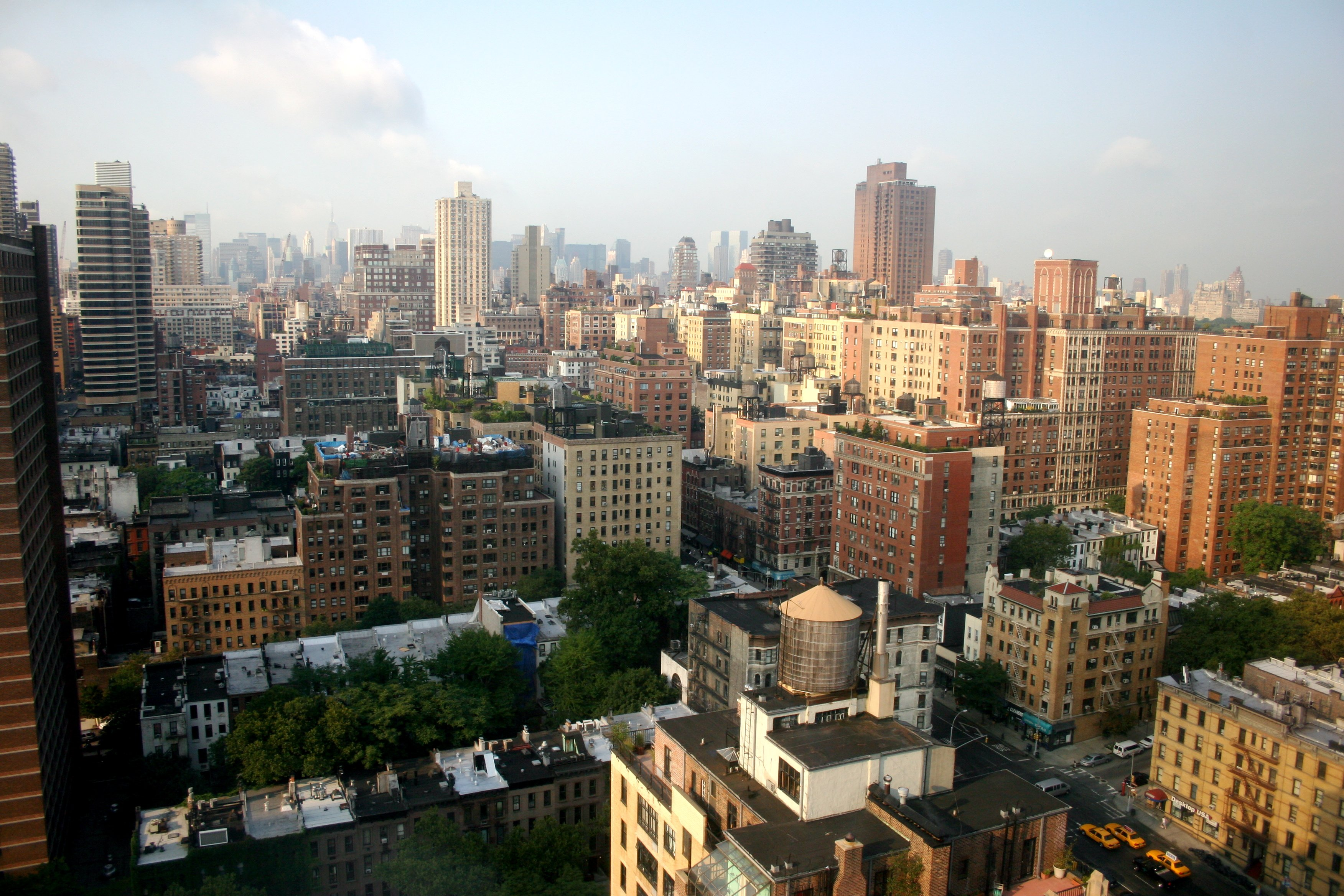
Vista des del carrer 96.

L'Upper East Side és un barri al nord-est de l'illa de Manhattan a Nova York, situat entre Central Park i l'East River. S'hi troba també l'antic barri de Yorkville, al voltant del carrer 86 i de la Tercera Avinguda. En aquest barri transcorre la sèrie de televisió Gossip Girl.
L'Upper East Side ha estat de vegades sobrenomenat el «Districte de les parts baixes de seda» (Silk Stocking District), hi viu una població rica, i el preu dels immobles se situa entre els més elevats dels Estats Units. L'Upper East Side és reputat pels seus habitants cèlebres com George Soros, Woody Allen, Michael Bloomberg o Rupert Murdoch, però també per les seves prestigioses escoles privades, els seus hotels luxosos (Plaza Hotel, Carlyle Hotel, Plaza Hotel Athenee, Four Seasons Hotel, The Pierre Hotel), i els seus llocs de sortida coneguts arreu del món, les botigues de luxe i els restaurants elegants.
Fins que la línia de ferrocarril que el travessa de nord a sud va ser recoberta, cap a 1910, la part més benestant se situava al costat de Central Park, mentre que a l'est de Lexington Avenue s'hi trobava una zona residencial molt més popular. Sobre un promontori de cara a l'East River, s'hi van construir al segle xix boniques vil·les. La darrera a subsistir d'aquesta època és Gracia Mansion, la casa dels alcaldes de New York.
El barri conté una forta concentració de museus. Estan principalment situats al llarg de la Cinquena Avinguda, en relació amb la qual aquesta porció ha estat sobrenomenada «Museum Mile»:
- Metropolitan Museum of Art (englobat a Central Park)
- Museu Guggenheim
- Whitney Museum of American Art
- Cooper-Hewitt, National Design Museum
- National Academy of Design
- Neue Galerie
- Asia Society
- Frick Collection
- Museum of the City of New York
- The Jewish Museum
- Museum of American Illustration